# Creampie

Creampie, of internal cumshot, is een term die in de porno-industrie gebruikt wordt als een man klaarkomt in de vagina of anus van zijn sekspartner. De term verwijst ook naar het zichtbaar uit de vagina of anus druipen van sperma. Het woord creampie komt oorspronkelijk uit de Amerikaanse porno-industrie en stamt uit het begin van de 21e eeuw. In pornofilms wordt vaginale seks in het algemeen gevolgd door een "facial shot" of andere zichtbare ejaculaties.